# .nf
.nf là tên miền quốc gia cấp cao nhất (ccTLD) của Đảo Norfolk. Trong khi không có quy định về việc hiện diện trong nước để đăng ký tên miền trong tên miền này, giá cả cao hơn hẳn các tên miền khác, điều này đã làm giảm lượng người dùng. Mặc dù việc đăng ký vào cấp 2 thì mắc hơn, vẫn phổ biến việc đăng ký cấp 3 hơn, và phần lớn tên đang sử dụng là các trang liên quan đến Đảo Norfolk.

## Các tên miền cấp 2
Những tên miền cấp 2 được phép cho đăng ký tên cấp 3, mà không có giới hạn ai có thể đăng ký. .com.nf và .net.nf tương tự với tên miền .com và .net, trong khi những cái khác có vẻ dựa trên những tên miền cấp cao mới được đề nghị vào cuối thập niên 1990 mà chưa bao giờ được hiện thực (ngoài cách sử dụng .info).
- .com.nf
- .net.nf
- .per.nf
- .rec.nf
- .web.nf
- .arts.nf
- .firm.nf
- .info.nf
- .other.nf
- .store.nf